# Hongshanosaurus
Genre
Espèce
Hongshanosaurus (en français hongshanosaure) est un genre de petit dinosaure de la famille des psittacosauridés.
C'est l'un des plus primitifs cératopsiens connus ; sa découverte confirma la validité du groupe des marginocéphaliens et montra que les hétérodontosauridés étaient probablement membres du groupe également.
Comme Psittacosaurus, le hongshanosaure présente les caractéristiques de la famille des psittacosauridés, à savoir le bec de perroquet et l'allure générale du crâne. La seule espèce connue est Hongshanosaurus houi.
Paul Sereno considère en 2010 Hongshanosaurus comme un synonyme de Psittacosaurus et l'espèce Hongshanosaurus houi comme douteuse.